# David Popper
David Popper (Praga, 18 giugno 1843 – Baden, 7 agosto 1913) è stato un compositore e violoncellista boemo.

## Biografia

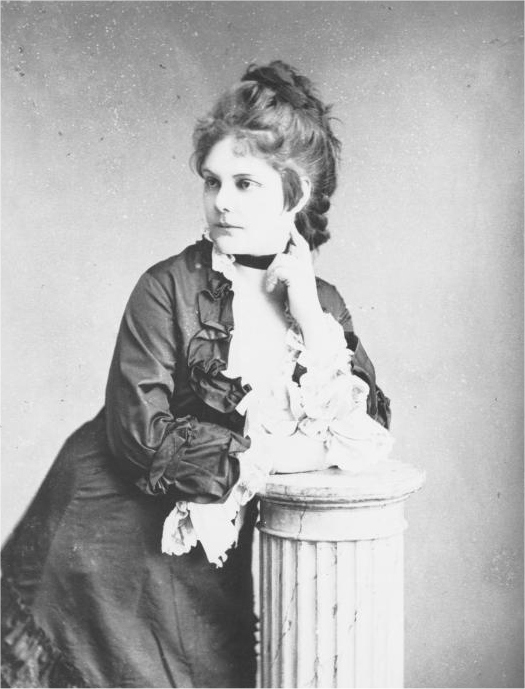
La moglie di David Popper: Sophie Menter (1875)

David Popper era figlio di un cantore della sinagoga di Praga ed è cresciuto a Josefstadt. 
Studiò musica al Conservatorio di Praga, sotto la guida di Goltermann..
Entrò a far parte dell'orchestra del principe di Heckingen a Löwenberg.
Dal 1863 iniziò una brillante carriera come musicista-violinista virtuoso, ottenendo rilevanti successi in tutta l'Europa.
Nel 1867 fece il suo debutto a Vienna. 
Ottenne il ruolo di primo violoncello della corte di Vienna, nel periodo che va dal 1868 al 1873.
Durante questi anni è stato anche membro del quartetto Hellmesberger. Allo stesso tempo, le sue esibizioni soliste in tutta Europa aumentarono a tal punto che nel 1873 fu costretto a rinunciare alla sua posizione permanente all'Opera di corte.
Contattò i compositori più importanti dell'epoca, come Anton Bruckner, Richard Wagner, Johannes Brahms, Franz Liszt per suonare assieme a loro. Nel 1882 andò insieme al violinista francese Émile Sauret in un tour di concerti in Spagna e in Portogallo.
Infine, dal 1896 fino alla sua morte, tenne l'incarico di insegnante di violoncello alla Accademia di Musica di Pest.
Con Jenő Hubay, che ha insegnato violino all'Accademia, ha fondato l'Hubay Popper Quartet, suonando con Johannes Brahms, Ernst Dohnányi, Jan Paderewski, Wilhelm Backhaus e Leopol'd Godovskij.
Popper conosceva sia la musica orchestrale sia il repertorio solistico del tempo, oltreché il repertorio di musica da camera, grazie al suo impegno come violoncellista nella Hubay-Popper Quartet.
Popper non è stato solo uno dei virtuosi più importanti del suo tempo, ma anche arricchito la letteratura sul violoncello di un certo numero di composizioni di buon gusto e accattivanti, tra cui quattro concerti, molti studi e un numero di pezzi da camera.
Tra i suoi studenti annoveriamo: Arnold Foldesy, Jeno Kerpely, Adolf Schiffer e Miklós Zsámboki.

## Composizioni
Tra le sue composizioni, annoveriamo: 4 concerti per violoncello e orchestra (re minore, mi minore, sol maggiore, si bemolle); 
Sérénade, Tarentelle, Rapsodie, Requiem, Quartetto per archi; liriche vocali e antologie di studi e ricerche.

### Opere principali
- Concerto per violoncello e orch. in Ré op. 8;
- Concerto per violoncello e orch. in Mi op. 24;
- Elfentanz, per violoncello e orch. e piano op. 39;
- Im Walde, suite per violoncello e orch. e piano op. 50 (1882);
- Papillon, per violoncello e orch. op. 34;
- Requiem, per 3 violoncelli e piano. op. 66 (1891);
- Sérénade, per violoncello e piano op. 54.2;
- Das Spinnrad oder Spinnlied, per violoncello e piano op. 55;
- 3 Stücke, per violoncello e piano op. 11 (1874);
- 3 Stücke, per violoncello e piano op. 64 (1892);
- Wie einst in schöner'n Tagen, per violoncello e piano;
- Suite pour 2 violoncelles, op. 16 (1876);
- Tarentelle, per violoncello e orch. op. 33;
- Ungarischer Rhapsodie, per violoncello e piano e Orch. op. 68 (1894);
- Gavotte, per violoncello e piano op. 23;
- Menuetto, per violoncello e piano op. 65, n. 2.